# Мыкало, Анатолий Иванович
Анатолий Иванович Мыкало (7 ноября 1951, Омск, СССР) — советский хоккеист, нападающий.

## Биография
Воспитанник омского хоккея. Играл за омский «Авангард» («Каучук», «Химик», «Шинник», 1970—1974, 1976—1983, провёл около 600 матчей, забросил 196 шайб) и новосибирский СКА (1975, забросил 10 шайб). В своём дебютном матче, 9 декабря 1969 года против кемеровского «Строителя», забросил три шайбы. Занимает 5-е место в списке всех снайперов «Авангарда» за всю историю (196 шайб). Играл под № 19 (1970—1974, 1977—1983), № 18 (1976, 1977).Занимает 6-е место по количеству проведенных матчей за всю историю команды.Бронзовый призёр чемпионата РСФСР 1971 года. Чемпион РСФСР 1973 года. Обладатель приза газеты «Отечественный фронт» (Болгария, 1979).
Всю свою карьеру Анатолий Мыкало, за исключением одного сезона, отыграл за омский «Авангард» («Каучук», «Химик», «Шинник»), проведя 13 сезонов. Появившись в команде в 18 лет, сразу же занял место в основном составе. Несколько прямолинейный, настырный, форвард силового плана, Анатолий, если нужно, мог продраться по борту и доставить шайбу в зону соперника, успевая отработать в обороне. В своем последнем сезоне к нему, как ветерану, в ходе чемпионата поставили в тройку молодых ребят – Александра Ветрова и Владимира Еловикова. Ради них Анатолий пожертвовал местом в окружении Рашида Аминаева и Михаила Дурдина, исполняя роль дядьки: подсказывал, подыгрывал новым партнерам, проделывая порою двойную работу. И ребята раскрылись, заиграв ярко, так, что смотреть на их игру болельщикам было одно удовольствие. В июне 1983 года Анатолий Иванович вместе со своим партнером по команде Александром Селивановым попал в автокатастрофу и вынужден был закончить карьеру.
Работал тренером детских и юношеских команд на стадионе «Авангард» с 1984 по 1994 год.
В настоящее время занимается предпринимательской деятельностью.

## Достижения
- Чемпион РСФСР: 1973
- Бронзовый призёр чемпионата РСФСР: 1971
- Победитель зонального турнира второй лиги СССР: 1973, 1978
- Обладатель приза газеты «Отечественный фронт» (Болгария, 1979)